# 基尤比塔斯 (佛羅里達州)
基尤比塔斯（英語：Cubitis）是位於美國佛羅里達州德索托縣的一個非建制地區。該地的面積和人口皆未知。

## 地理
基尤比塔斯的座標為27°15′40″N 81°48′03″W / 27.26111°N 81.80083°W，而該地的平均海拔高度為19米（即62英尺）。